# Gara Cărbunești
Gara Cărbunești este o stație de cale ferată care deservește orașul Târgu Cărbunești, județul Gorj, România. Această gară este cea mai veche din județul Gorj. A fost construită în anul 1888.
1. ↑  Gara din Târgu Cărbunești, cea mai veche din Gorj